# Park Jana Pawła II w Poznaniu
Park Jana Pawła II w Poznaniu (także: Łęgi Dębińskie, dawniej: Park Kultury i Wypoczynku) – park zlokalizowany w Poznaniu, na Łęgach Dębińskich, na obszarze jednostki pomocniczej Osiedle Wilda, pomiędzy ulicami Dolna Wilda a Drogą Dębińską. Zajmuje część obszaru Łęgów Dębińskich. Stanowi jeden z popularnych terenów wypoczynkowych i rekreacyjnych mieszkańców gęsto zabudowanej Wildy.

## Historia
Park powstał w 1970. Wcześniej składowano tu m.in. gruz budowlany ze zniszczonego w czasie II wojny światowej Poznania (jedno z trzech takich miejsc w mieście, oprócz Przepadku i południowej części drogi okrężnej). Obecna nazwa upamiętnia postać papieża Jana Pawła II, a dokładniej jego wizytę w Poznaniu w dniu 20 czerwca 1983. Wtedy to na terenie dzisiejszego parku papież odprawił mszę dla około miliona przybyłych uczestników, co było największym zgromadzeniem osób w historii miasta. Dokonano wówczas beatyfikacji siostry Urszuli Ledóchowskiej, związanej z Wielkopolską i Poznaniem. Była to również pierwsza tego rodzaju ceremonia na ziemiach polskich.
Na terenie parku znajdują się:
- Krzyż Papieski (w miejscu ówczesnego ołtarza polowego), gromadzący w czerwcu specjalne, okolicznościowe zgromadzenia religijne,
- dawna elektrownia wildecka (1895), obecnie galeria;
- pomnik Pyry,
- urządzenia zabawowe dla dzieci.

Park jest dogodnym miejscem wiosennych i letnich imprez rodzinnych, w tym grillowania, co jest związane z dużą liczbą miejsc parkingowych. W 2008 został gruntownie zmodernizowany.